# پریلوکی (شهرستان اونژسکی، استان آرخانگلسک)
پریلوکی (به لاتین: Priluky) یک منطقهٔ مسکونی در روسیه است که در استان آرخانگلسک واقع شده‌است.